# Ireneo della Croce
Ireneo della Croce (Trieste, 1625 – Venezia, 1713) è stato uno storico e predicatore carmelitano italiano. 
Visse nei conventi di Venezia e Padova, ma soleva visitare spesso la sua città natale. Il suo magnus opus (Historia antica e moderna, sacra e profana ... della città di Trieste ... fin'a quest'anno 1698) venne stampato a Venezia con fondi del Comune di Trieste e di alcuni privati cittadini. Nonostante il titolo, il libro si ferma all'anno 1000. Una seconda parte, che racconta Trieste fino al 1702, fu pubblicata nel 1881. Ireneo della Croce morì a Venezia nel 1713.
A lui è intitolata una via a Trieste.